# EuroLeague Women 2014-2015
L'Eurolega di pallacanestro femminile 2014-2015 è stata la 24ª edizione della massima competizione europea per club. Il torneo è iniziato il 6 novembre 2014 e si è concluso il 12 aprile 2015 con le Final Four alla Tipsport Arena di Praga. Il trofeo è stato vinto dalle ceche del ZVVZ USK Praga per la prima volta nella storia della competizione.

## Regolamento
Le 16 squadre partecipanti sono state divise in due gironi da 8, con partite di andata e ritorno.
Le prime 4 di ogni girone si qualificano ai playoff dei quarti di finale che si giocano al meglio delle 3 partite. Le vincenti si qualificano per le final four.
Dopo il sorteggio effettuato il 6 luglio 2014, a settembre la squadra romena C.S.U. Alba Iulia inizialmente presente nel girone A, ha rinunciato a partecipare.

## Squadre partecipanti
- 3 : Galatasaray (detentore), Fenerbahçe (finalista), Agü Spor Kayseri
- 3 : UMMC Ekaterinburg, Dinamo Kursk, Nadezhda Orenburg
- 2 : ZVVZ USK Praha, BK IMOS Brno
- 2 : Lattes-Montpellier, Bourges Basket
- 2 : Wisła Cracovia, Energa Toruń
- 1 : Good Angels Košice
- 1 : CB Avenida
- 1 : Beretta Famila Schio
- 1 : C.S.U. Alba Iulia (ritirata)[2]

## Regular season
Le partite si sono disputate tra il 6 novembre 2014 e il 18 febbraio 2015.

### Gruppo A

#### Classifica
|    | Squadra            | P.ti | G  | V  | P  | PF  | PS  | DP   |
| -- | ------------------ | ---- | -- | -- | -- | --- | --- | ---- |
| 1. | Dinamo Kursk       | 22   | 12 | 10 | 2  | 926 | 846 | +80  |
| 2. | UMMC Ekaterinburg  | 22   | 12 | 10 | 2  | 924 | 769 | +155 |
| 3. | ZVVZ USK Praga     | 18   | 12 | 6  | 6  | 856 | 853 | +3   |
| 4. | Galatasaray        | 17   | 12 | 5  | 7  | 759 | 757 | +2   |
| 5. | Wisła Cracovia     | 17   | 12 | 5  | 7  | 790 | 839 | -49  |
| 6. | Lattes-Montpellier | 16   | 12 | 4  | 8  | 775 | 820 | -45  |
| 7. | Good Angels Košice | 14   | 12 | 2  | 10 | 694 | 840 | -146 |

#### Risultati
| Squadra            | EKA   | GAL   | KOŠ   | KUR   | LMP   | PRA   | WIS    |
| ------------------ | ----- | ----- | ----- | ----- | ----- | ----- | ------ |
| UMMC Ekaterinburg  |       | 77-67 | 75-52 | 77-78 | 77-69 | 84-74 | 106-63 |
| Galatasaray        | 56-67 |       | 67-68 | 91-87 | 59-66 | 43-72 | 63-45  |
| Good Angels Košice | 51-71 | 59-50 |       | 70-92 | 50-66 | 70-74 | 55-68  |
| Dinamo Kursk       | 74-73 | 72-68 | 66-52 |       | 77-59 | 70-65 | 92-68  |
| Lattes-Montpellier | 58-74 | 48-59 | 65-60 | 61-69 |       | 72-77 | 72-62  |
| ZVVZ USK Praga     | 71-77 | 43-72 | 76-57 | 85-87 | 80-69 |       | 67-66  |
| Wisła Cracovia     | 56-66 | 53-64 | 70-50 | 77-62 | 76-70 | 86-72 |        |

### Gruppo B

#### Classifica
|    | Squadra              | P.ti | G  | V  | P  | PF   | PS   | DP   |
| -- | -------------------- | ---- | -- | -- | -- | ---- | ---- | ---- |
| 1. | Fenerbahçe           | 25   | 14 | 11 | 3  | 1004 | 857  | +147 |
| 2. | CB Avenida           | 24   | 14 | 10 | 4  | 973  | 859  | +114 |
| 3. | Nadezhda Orenburg    | 24   | 14 | 10 | 4  | 956  | 825  | +131 |
| 4. | Bourges Basket       | 23   | 14 | 9  | 5  | 981  | 875  | +106 |
| 5. | Agü Spor             | 21   | 14 | 7  | 7  | 1004 | 995  | +9   |
| 6. | Beretta Famila Schio | 20   | 14 | 6  | 8  | 1021 | 1007 | +14  |
| 7. | Energa Toruń         | 17   | 14 | 3  | 11 | 940  | 1102 | -162 |
| 8. | BK IMOS Brno         | 14   | 14 | 0  | 14 | 770  | 1129 | -359 |

#### Risultati
| Squadra              | AVE   | BOU   | BRN   | FEN   | KAY   | NAD   | SCH   | TOR   |
| -------------------- | ----- | ----- | ----- | ----- | ----- | ----- | ----- | ----- |
| CB Avenida           |       | 59-48 | 73-42 | 66-60 | 71-64 | 61-50 | 75-58 | 70-64 |
| Bourges Basket       | 73-55 |       | 88-38 | 67-61 | 79-71 | 58-50 | 79-67 | 72-54 |
| BK IMOS Brno         | 55-88 | 48-79 |       | 52-85 | 64-76 | 50-78 | 68-83 | 62-82 |
| Fenerbahçe           | 66-63 | 75-50 | 79-54 |       | 73-57 | 65-54 | 68-63 | 76-63 |
| Agü Spor             | 71-63 | 77-73 | 64-53 | 78-84 |       | 64-71 | 75-82 | 96-76 |
| Nadezhda Orenburg    | 66-50 | 78-68 | 88-55 | 64-56 | 49-53 |       | 84-74 | 65-63 |
| Beretta Famila Schio | 65-90 | 79-59 | 87-58 | 59-75 | 74-80 | 58-77 |       | 93-61 |
| Energa Toruń         | 77-89 | 63-88 | 79-71 | 67-81 | 83-78 | 50-82 | 58-79 |       |

## Fase a eliminazione diretta

### Quarti di finale
| Squadra 1         | Totale | Squadra 2         | Gara 1 | Gara 2 | Gara 3 |
| ----------------- | ------ | ----------------- | ------ | ------ | ------ |
| Dinamo Kursk      | 2 - 1  | Bourges Basket    | 75-62  | 62-64  | 88-72  |
| UMMC Ekaterinburg | 2 - 0  | Nadezhda Orenburg | 81-54  | 86-75  |        |
| Fenerbahçe        | 2 - 1  | Galatasaray       | 58-56  | 57-59  | 63-52  |
| CB Avenida        | 0 - 2  | ZVVZ USK Praga    | 48-50  | 43-72  |        |

### Final Four
|  | Semifinali        | Semifinali        | Semifinali     |                |                   | Finale            | Finale          | Finale          |  |
|  |                   |                   |                |                |                   |                   |                 |                 |  |
|  | Dinamo Kursk      | Dinamo Kursk      | 70             |                |                   |                   |                 |                 |  |
|  | Dinamo Kursk      | Dinamo Kursk      | 70             |                |                   |                   |                 |                 |  |
|  | UMMC Ekaterinburg | UMMC Ekaterinburg | 81             |                |                   |                   |                 |                 |  |
|  | UMMC Ekaterinburg | UMMC Ekaterinburg | 81             |                | UMMC Ekaterinburg | UMMC Ekaterinburg | 68              |                 |  |
|  |                   |                   |                |                | UMMC Ekaterinburg | UMMC Ekaterinburg | 68              |                 |  |
|  |                   |                   | ZVVZ USK Praga | ZVVZ USK Praga | 72                |                   |                 |                 |  |
|  | Fenerbahçe        | Fenerbahçe        | ZVVZ USK Praga | ZVVZ USK Praga | 72                | 49                |                 |                 |  |
|  | Fenerbahçe        | Fenerbahçe        |                |                |                   | 49                |                 |                 |  |
|  | ZVVZ USK Praga    | ZVVZ USK Praga    | 62             |                |                   | Finale 3º posto   | Finale 3º posto | Finale 3º posto |  |
|  | ZVVZ USK Praga    | ZVVZ USK Praga    | 62             |                |                   |                   |                 |                 |  |
|  |                   |                   |                |                |                   |                   |                 |                 |  |
|  |                   |                   |                |                |                   | Dinamo Kursk      | Dinamo Kursk    | 67              |  |
|  |                   |                   |                |                |                   | Dinamo Kursk      | Dinamo Kursk    | 67              |  |
|  |                   |                   |                |                |                   | Fenerbahçe        | Fenerbahçe      | 58              |  |

### Semifinali
| Praga 10 aprile 2015, ore 15:00 | Dinamo Kursk                                   | 70 – 81 (13-26; 22-46; 49-62) referto | UMMC Ekaterinburg | Tipsport Arena (2.100 spett.)\| Arbitri: \| Anne Panther Fabiana Martinescu Maka Kupatadze \| |
| Arbitri:                        | Anne Panther Fabiana Martinescu Maka Kupatadze |                                       |                   |                                                                                               |

| Praga 10 aprile 2015, ore 18:00 | Fenerbahçe                                      | 49 – 62 (18-17; 28-27; 42-45) referto | ZVVZ USK Praga | Tipsport Arena (2.500 spett.)\| Arbitri: \| Jasmina Juras Susana Gomez Lopez Carole Delauné \| |
| Arbitri:                        | Jasmina Juras Susana Gomez Lopez Carole Delauné |                                       |                |                                                                                                |

### Finale 3º/4º posto
| Praga 12 aprile 2015, ore 15:00 | Dinamo Kursk                               | 67 – 58 (18-12; 30-26; 48-42) referto | Fenerbahçe | Tipsport Arena (2.100 spett.)\| Arbitri: \| Anne Panther Carole Delauné Sonia Teixeira \| |
| Arbitri:                        | Anne Panther Carole Delauné Sonia Teixeira |                                       |            |                                                                                           |

### Finale
| Arbitri: | Jasmina Juras Fabiana Martinescu Maka Kupatadze |

|           |          |             |
| Parker 27 | Punti    | 24 Robinson |
| Nolan 4   | Assist   | 6 Palau     |
| Parker 14 | Rimbalzi | 12 Vaughn   |

| Eurolega 2014-2015       |
| ------------------------ |
| ZVVZ USK Praga 1º titolo |

## Statistiche individuali
Aggiornate al 12 aprile 2015.
| Pos. | Nome (squadra)                | Pres. | Num. | Media |
| ---- | ----------------------------- | ----- | ---- | ----- |
| 1.   | Nneka Ogwumike (Dinamo Kursk) | 17    | 331  | 19,5  |
| 2.   | Diana Taurasi (Ekaterinburg)  | 14    | 236  | 16,9  |
| 3.   | Jantel Lavender (Cracovia)    | 12    | 202  | 16,8  |
| 4.   | DeWanna Bonner (Nadezhda)     | 15    | 251  | 16,7  |
| 5.   | Candace Parker (Ekaterinburg) | 16    | 254  | 15,9  |

| Pos. | Nome (squadra)                 | Pres. | Num. | Media |
| ---- | ------------------------------ | ----- | ---- | ----- |
| 1.   | Candace Parker (Ekaterinburg)  | 16    | 176  | 11,0  |
| 2.   | Nneka Ogwumike (Dinamo Kursk)  | 17    | 182  | 10,7  |
| 3.   | Jenna Smith (BK Brno)          | 14    | 144  | 10,3  |
| 4.   | Angelica Robinson (CB Avenida) | 16    | 164  | 10,3  |
| 5.   | Jantel Lavender (Cracovia)     | 12    | 122  | 10,2  |

| Pos. | Nome (squadra)                  | Pres. | Num. | Media |
| ---- | ------------------------------- | ----- | ---- | ----- |
| 1.   | Laia Palau (ZVVK Praga)         | 16    | 114  | 7,1   |
| 2.   | Diana Taurasi (Ekaterinburg)    | 14    | 83   | 5,9   |
| 3.   | Epiphanny Prince (Kursk)        | 17    | 87   | 5,1   |
| 4.   | Courtney Vandersloot (Cracovia) | 12    | 53   | 4,4   |
| 5.   | Núria Martínez (Galatasaray)    | 15    | 64   | 4,3   |